# Батальйон оперативного призначення НГУ ім. Сергія Кульчицького
Батальйон оперативного призначення імені Героя України генерал-майора Сергія Кульчицького — добровольче формування Національної гвардії України, підпорядковане Північному оперативному територіальному об'єднанню. Батальйон був сформований із членів Самооборони Майдану.
Був названий на честь Кульчицького Сергія Петровича ― Героя України, генерал-майора внутрішніх військ МВС.

## Історія

### Створення
14 березня 2014 року близько 500 добровольців із Самооборони Майдану вирішили стати резервістами Національної гвардії України, після чого вирушили до села Нові Петрівці, Київська область, на полігон бригади спецпризначення «Барс», яка ввійшла до щойно створеної Нацгвардії. Бойовим навчанням та злагодженням добровольців керував начальник Управління бойової та спеціальної підготовки Головного управління Національної гвардії України генерал-майор Сергій Кульчицький. Від штабу Самооборони Майдану координацією процесу формування батальйону займався сотник 9-ї сотні Андрій Антонищак.
У Нових Петрівцях майбутні нацгвардійці вивчали основи рукопашного і тактику вуличного бою, вчилися діяти у складі відділення, пройшли вогневу підготовку та практичні стрільби із автоматів, пістолетів-кулеметів, снайперських гвинтівок, ручних кулеметів і великокаліберних кулеметів, шпурляли наступальні та оборонні гранати. Командир взводу 1-го резервного батальйону Олександр Вендюк підкреслив, що найголовнішим було надбане почуття ліктя: «Головне, ми навчилися діяти як одне ціле. Ми пройшли бої на Майдані і вже тоді були згуртовані. А зараз, коли вивчили тактику, відчуваємо, що непереможні.»
5 квітня 2014 року 300 резервістів 1-го резервного батальйону оперативного призначення НГУ склали присягу на вірність українському народові. Після цього — відбули на схід України, спершу до Павлограда, Дніпропетровська область, а потім — на бойове чергування до району Ізюм — Слов'янськ. Незабаром до резервістів приєднався і генерал Кульчицький, який до своєї трагічної загибелі 29 травня на горі Карачун у Слов'янську, понад місяць разом із колишніми майданівцями перебував на сході України в зоні проведення АТО.
16 травня 2014 року закінчили навчання і склали присягу 270 добровольців, які сформували 2-й резервний батальйон оперативного призначення НГУ, координатор Андрій Тірон, особовий склад якого 29 травня відбув до зони проведення АТО. Батальйон прибув під Слов'янськ та Краматорськ для служби на блокпостах.
29 травня 2014 року гелікоптері Мі-8МТ (16 "жовтий") Національної гвардії України, який після розвантаження харчових продуктів та проведення ротації особового складу на п'ятому блокпосту, повертаючись з району гори Карачун, зазнав обстрілу, що вівся з лісосмуги, та був підбитий. Катастрофа, спричинена пострілом із переносного зенітного ракетного комплексу, забрала життя шістьох військовослужбовців НГУ та шістьох працівників спеціальної роти міліції УМВС України в Івано-Франківській області. На його борту
знаходився генерал-майор Сергій Кульчицький. Дивом уціліти судилося лише одному із членів екіпажу – другому пілоту який дістав тяжкі травми.
26 червня 2014 року військовослужбовці батальйону вступили в нерівний
бій з проросійськими окупантами, які вперше застосували танки, на блокпосту №1 «Рибгосп» що на західній околиці Слов’янська. Розвідрота
батальйону першою увійшла до звільненого Слов'янська 5 липня 2014 року та зняли російський триколор з центральної барикади і підняли український прапор.

### Об'єднання
У липні 2014 року із солдатів 1-го та 2-го резервних батальйонів НГУ сформували батальйон оперативного призначення імені Героя України генерал-майора Сергія Кульчицького, або, як називають його самі бійці, — «батальйон імені Кульчицького».
У серпні голова МВС Аваков повідомив, що в зоні проведення АТО перебувають близько десяти тисяч правоохоронців МВС та НГУ, у тому числі —  батальйони Нацгвардії, сформовані з добровольців («Донбас», колишні 1-й і 2-й резервні — зараз батальйон ім. Героя України генерала Кульчицького)".

### 2015-2016 роки
5 січня 2015 року сталася трагічна ДТП, яка забрала життя 13
військовослужбовців батальйону. Колону військових автомобілів, яка
перевозила бійців на чергову ротацію, протаранив КрАЗ, який належав
іншій військовій частині НГУ.
9 січня 2015 року близько 12:30, під час виконання бойового завдання з
патрулювання території в районі пішохідного переходу через річку
Сіверський Донець на околиці селища Станиця Луганська, по вулиці 5-та
Лінія, підрозділ батальйону потрапив у засідку, влаштовану незаконним
збройним формуванням. Під час двогодинного бойового зіткнення атаку вдалося відбити, — на допомогу прийшли інші підрозділи НГУ та МВС і
бронетехніка ЗСУ, — але в ході бою загинуло двоє бійців.
У лютому 2015 року бійці батальйону брали участь в операції на
Дебальцевському плацдармі, прикриваючи відхід  підрозділів ЗСУ. Улітку батальйон здійснював бойове чергування в Станиці Луганській, де
за допомогою позиційних боїв вдалося скувати сили бойовиків. Найбільш
вдала операція батальйону – бій біля Зоринська з батальйонною
тактичною групою ЗС РФ. Втрати росіян склали 72 особи вбитими.
9 грудня 2015 року в місті Красногорівці проходила масштабна
спецоперація, у якій брали участь бійці батальйону. В ході проведення
"зачистки" було заарештовано 85 осіб, підозрюваних у зв'язках з
терористичними організаціями "ДНР" і "ЛНР".
З початку 2016 року батальйон виконував завдання в районі м. Попасна.
30 листопада 2016
року гідно з Указом Президента України № 531/2016 батальйону оперативного призначення (резервному батальйону) 27
бригади Північного оперативно-територіального об'єднання Національної
гвардії України присвоєно ім'я Героя України генерал-майора Сергія
Кульчицького.

### Повномасштабне вторгнення Росії (2022–2025)
Із початком повномасштабного російського вторгнення в лютому 2022 року батальйон імені Кульчицького брав участь у ключових операціях. У квітні 2022 року підрозділ обороняв Святогірськ на Донеччині, але на початку червня, під тиском російської артилерії, був змушений тимчасово залишити місто. У вересні 2022 року батальйон повернувся до Святогірська, беручи участь у контрнаступі ЗСУ, що дозволило звільнити місто.
У 2022 році батальйон брав участь у визволенні Лимана разом із 81-ю окремою аеромобільною бригадою. У 2023 році підрозділ діяв у районі Бахмута, де зазнав значних втрат. Зокрема, у січні 2023 року загинули командир взводу ІТ та зв’язку Дмитро Матвієнко, а також бійці Микола Анастаськи, Олександр Засадько, Олександр Кутовий, Євген Веселовський і Тарас Томачковський.
У лютому 2023 року батальйон увійшов до складу 1-ї Президентської оперативної бригади в рамках кампанії «Гвардія наступу» та був тимчасово підпорядкований бригаді НГУ «Буревій».
У березні 2025 року підрозділ перевели до складу 27-ї Печерської бригади та вивели з передової для реорганізації в спеціальний підрозділ із фокусом на штурмові операції. Нова структура включає три штурмові роти, снайперський підрозділ, команду безпілотників і допоміжні елементи. Керівні посади обійняли ветерани батальйону, а для підготовки новобранців створено команду інструкторів. У рамках рекрутингової кампанії розпочато набір патріотично налаштованих громадян. Батальйон отримав сучасне озброєння, зокрема гвинтівки AR-15, що відповідають стандартам НАТО. Новим командиром батальйону в березні 2025 року призначено Олексія Зубача, який служить із 2006 року та брав участь у бойових діях із 2014 року.

## Особовий склад
До батальйону імені Кульчицького ввійшли патріоти-добровольці зі всієї України. Так, Майя Москвич із волинського осередку «Національного Альянсу» засвідчує:
 Солдат батальйону імені Кульчицького Богдан Бальбуза з Волині додає:

Як зазначив Андрій Антонищак:

## Спорядження
При формуванні 1-й та 2-й резервні батальйони НГУ одержали легку стрілецьку зброю. Лише після серпневих подій під Іловайськом батальйон імені Кульчицького одержав бронетехніку та важке піхотне озброєння.
5 липня начальник штабу 2-го резервного батальйону Нацгвардії Андрій Івченко, який із розвідниками дістався до центру Слов'янська, повідомив «Українській правді»:
 Дрогобицький нацгвардієць 2-го резервного батальйону Роман Б. згадує, що одразу після визволення місто виглядало «жахливо»:

У серпні-вересні солдати батальйону імені Кульчицького служили на блокпостах під Дебальцевим, Донецька область. 6 жовтня, по ротації вояки повернулися до Києва на своє постійне місце дислокації для короткого відпочинку. 
Міністр внутрішніх справ Арсен Аваков так прокоментував цю подію у соціальних мережах:
У жовтні 2014 року відбулась зустріч бійців та командирів батальйону з представниками громадських організацій та преси на території 27-ї конвойної бригади Національної гвардії України (в/ч 3066, м. Київ).
12 грудня в районі Попасної, Луганська область, бійці батальйону імені Кульчицького затримали легковий автомобіль, в якому у схові перевозили один мільйон гривень
26 грудня оперативна група батальйону імені Кульчицького затримала мешканку Донецької області за підозрою в участі в незаконних збройних формуваннях «ДНР». Раніше, вона організовувала так званий референдум на Донбасі. Були вилучені: граната РГД-5, інше бойове спорядження, агітаційні листівки тощо.

## Шефська допомога
Волонтери Херсонщини з міст Олешки та Херсон неодноразово привозили до базових таборів солдатів-резервістів у зоні АТО продукти харчування. Також громада Олешків зібрала 35 тисяч гривень і придбала 40 комплектів зимової форми. Троє львівських бізнесменів подарували батальйонові бойову розвідувально-дозорну машину БРДМ-2.

## Командування
- Командир 27 бригади —  Роман Леонович

### Заступники
- Начальник штабу - майор Іван Матейко
- Заступник командира батальйону —

## Втрати
Станом на 2020 рік батальйон імені Кульчицького втратив 26 військовослужбовців, 13 з яких загинуло під час ДТП 5 січня 2015 року дорогою до Донецької області.

### 2014
- Гейсун Ігор Володимирович, старший лейтенант резерву, командир взводу, загинув 9 травня 2014 року.
- Зінчик Станіслав Михайлович, рядовий резерву, стрілець, загинув 24 травня 2014 року.
- Гулик Артур Ярославович з позивним «Пітбуль» солдат резерву, кулеметник, загинув 26 червня 2014 року.
- Матвієнко Микола Миколайович з позивним «Дядя Коля», молодший сержант резерву, старший стрілець-навідник, загинув 28 серпня 2014 року.
- Курмашев Олексій Васильович з позивним «Альпініст», старший солдат резерву, снайпер, загинув 28 серпня 2014 року.
- Тищенко Андрій Іванович з позивним «Тихий», солдат резерву, стрілець, загинув 28 серпня 2014 року.
- Дога Олег В'ячеславович, солдат резерву, стрілець, загинув 28 серпня 2014 року.
- Ухарський Федір Валерійович з позивним «Дядя Федя», прапорщик резерву, офіцер взводу інструкторів, загинув 3 вересня 2014 року.
- Єременко Віктор Вікторович з позивним «Тигр», старший солдат резерву, снайпер, загинув 11 вересня 2014 року.
- Кононович Іван Миколайович, солдат резерву, стрілець, загинув 1 жовтня 2014 року.

### 2015
- Каплуненко Ігор Валентинович з позивним «Старшина», старшина резерву, заступник командира взводу, загинув 5 січня 2015 року.
- Малюта Роман Володимирович з позивним «Джин», старшина резерву, інструктор-командир відділення, загинув 5 січня 2015 року.
- Матківський Володимир Анатолійович з позивним «Маланець», старший солдат резерву, молодший інструктор-кулеметник, загинув 5 січня 2015 року.
- Бурка Віктор Павлович з позивним «Дядя Вітя», старший солдат резерву, снайпер, загинув 5 січня 2015 року.
- Зубчук Роман Валентинович з позивним «Маріман», старший солдат резерву, снайпер, загинув 5 січня 2015 року.
- Лінивенко Юрій Володимирович з позивним «Пастор», старший солдат резерву, кулеметник, загинув 5 січня 2015 року.
- Рожанський Пантелеймон Петрович з позивним «Пантя», старший солдат резерву, старший стрілець-навідник, загинув 5 січня 2015 року.
- Сокач Роман Михайлович з позивним «Мамай», старший солдат резерву, старший кулеметник, загинув 5 січня 2015 року.
- Скрут Ростислав Стефанович з позивним «Скрудж», старший солдат резерву, кулеметник, загинув 5 січня 2015 року.
- Щіпов Максим Юрійович з позивним «Макс», старший солдат резерву, снайпер, загинув 5 січня 2015 року.
- Герасимюк Тарас Павлович з позивним «Одиночка», солдат резерву, старший стрілець-навідник, загинув 5 січня 2015 року.
- Фурик Роман Степанович, підполковник міліції, старший інспектор, загинув 9 січня 2015 року.
- Лагно Роман Іванович, старший солдат резерву, старший кулеметник, загинув 9 січня 2015 року.
- Дідач Ігор Йосифович, старший солдат резерву, стрілець-гранатометник, помер 17 січня 2015 року від травм, що зазнав у ДТП 5 січня.

### 2016
- Олеськів Ігор Степанович, 27 червня 2016[38]

### 2018
- Сливка Мирослав Миколайович, 27 січня 2018, Верхньоторецьке[39].
- Клим'юк Мирон Ярославович, 22 березня 2018[40]

### 2022
- Сіксой Руслан Олександрович з позивним «Ультрас», загинув 13 квітня 2022 року.
- Іван Дацко з позивним «Еван» (прощання - 20 квітня 2022 в м. Київ)
- Богдан Супрун з позивним «Снаряд» (прощання - 20 квітня 2022 в м. Київ)
- Куртаніч Фелікс Валерійович з позивним «Лис», загинув 17 квітня 2022 року.
- Сергій Попаз з позивним «Топаз» (прощання - 20 квітня 2022 в м. Київ)
- Святослав Хоменко з позивним «Свят» (загинув 23 травня 2022)
- Михайло Терещенко з позивним «Китаєць» (прощання - 14 червня 2022, поховання в м. Київ)
- Олександр Підборіжний з позивним «Хорт» (прощання - 10 вересня 2022, поховання в м. Переяслав)
- Олександр Засядько з позивним «Даф» (прощання - 7 жовтня 2022, поховання в с. Юрчиха Каменського району Черкаської області)
- Олександр Кутовий з позивним «Трой» (прощання - 6 грудня 2022, поховання в м. Васильків Київської області)
- Євген Веселовський з позивним «Веселий» (прощання - 17 грудня 2022, поховання в Херсонській області)
- 27 грудня 2022 року біля н.п. Кремінна, Донецька область від мінометного вогню загинув старший солдат Томачковський Тарас Ігорович[41].

### 2023
- Володимир Рибчук з позивним «Танкіст» (прощання - 2 січня 2023, поховання в м. Київ)
- лейтенант Анацький Микола Леонідович з позивним «Майстер», загинув  18 січня (прощання - 21 січня 2023, поховання в м. Київ)
- Владислав Дзіковський з позивним «Єврей» (прощання - 14 квітня 2023, поховання в м. Київ)
- Руслан Левко з позивним «Бандера» (прощання - 6 червня 2023, поховання на Алеї Героїв, м. Львів)
- Микола Максимчук з позивним «Макс» (прощання - 17 червня 2023, поховання в с.Космач Івано-Франківської області)
- Володимир Гудзенко з позивним «Тихий» (прощання - 19 червня 2023, поховання в м. Київ)
- Андрій Золотухін з позивним «Генерал» (прощання - 29 червня 2023, поховання в м. Гостомель)
- Ткаченко Сергій Володимирович, 22 липня 2023. Герой України (посмертно).
- Ростислав Лазоришин з позивним «Шустрий» (прощання - 26 липня 2023, поховання в м. Калуш)

### 2024
- 20 квітня 2024, Бойко Руслан Андрійович, 14.05.2003 р.н. Гранатометник 3 відділення 1 взводу
- 2 вересня 2024, сержант Петро Петрайко, на позивний "Петруччо" похований у Дрогобичі.
- 2 жовтня 2024, Іванюк Андрій, позивний "Скіф"